# 橢圓板栗介
橢圓板栗介（学名：Castanoleberis ovata）为光面介科板栗介屬下的一个种。